# Manuskript I.33

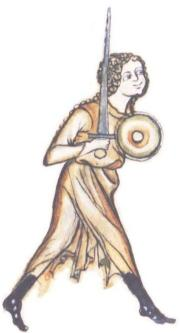
Detail von Seite 32r

Das I.33 Manuskript, Inventarnummer; Tower of London manuscript I.33, Royal library Museum, British Museum No. 14 E iii, No. 20, D. vi. (auch als „Tower-Fechtbuch“ bekannt), ist das älteste bekannte Fechtbuch des Spätmittelalters. Es wird von den meisten Fachleuten um das Jahr 1300 datiert und enthält Abbildungen samt schriftlicher Erklärungen, die sich ausschließlich mit dem Schwert-und-Buckler-Fechten beschäftigen. Die Urheberschaft der Schrift wird allgemein einem deutschen Kleriker zugeschrieben, dessen Name als „Liutger“ vermutet wird. Der Fechtmeister Heinrich von Gunterrodt erwähnt das Manuskript zum ersten Mal im Jahr 1579. Aufgrund der sprachlichen Besonderheiten wird vermutet, dass das I.33 Manuskript im Raum Würzburg entstand.

## Beschreibung und Inhalt
Das Manuskript besteht insgesamt aus 32 beidseitig beschriebenen Pergamentblättern mit farbigen Tuschezeichnungen. Die Illustrationen zeigen zwei ungepanzerte Kämpfer, welche Kampftechniken vorführen, die vom (überwiegend lateinischen) Text erklärt werden. Man geht allgemein davon aus, dass der als sacerdos (also Geistlicher) mit Mönchs-Tonsur dargestellte Kämpfer den Urheber der Schrift darstellt. Der andere Kämpfer, als scolaris bezeichnet, ist offenbar der Kunde/Schüler (auch discipulus, iuvenis, clientulum), der vom Kleriker unterrichtet wird. Das kann man auch daran erkennen, dass der Kleriker auf den Abbildungen – vermutlich aus pädagogisch-didaktischen Gründen – oft den Kampf verliert.
Die Bedeutung der in I.33 illustrierten Techniken ist umstritten. Viele Fachleute neigen zu der Ansicht, dass die dargestellte Fechtkunst eine nicht mehr militärisch sinnvolle ritterlich-bürgerliche Ertüchtigung ist. Praktische Fechter verweisen jedoch darauf, dass viele Techniken – wie etwa der im 13. Jahrhundert bereits im Ritterturnierkampf verbotene Stich – potentiell letal und somit eher für den Kampf auf Leben und Tod gedacht sind. Auch erlaubt das Fechtsystem schnelle Gegenattacken, was den Gedanken zulässt, dass es sich nicht nur um einen „Sport“, sondern ein effektives Selbstverteidigungssystem handelt. In anderen Manuskripten aus dem 13. und 14. Jahrhundert finden sich zudem Illustrationen, auf denen die Krieger (gepanzert und ungepanzert) ebenfalls Buckler tragen.

## Fechtstil nach I.33
Das Fechtsystem des I.33 besteht im Wesentlichen aus den sieben festgelegten „Huten“ (custodia), den Versatzungen (obsessiones) und Angriffen (invasiones). Daneben können viele Hute oder Versatzungen auch als Angriff genutzt werden. Die sieben Huten unterteilen sich wie folgt:
- Sub brach; „unterm Arm“, die 1 Hut
- Humero dextrali; „rechte Schulter“, die 2 Hut
- Humero sinistro; „linke Schulter“, die 3 Hut
- Capiti; „Haupt“, die 4 Hut
- Dextro latere; „rechte Seite“, die 5 Hut
- Pectori; „Brust“, die 6 Hut
- Langort; „gestreckte Spitze“, die 7 Hut

Daneben gibt es noch gewöhnliche Hute, die aber nur nebenbei erwähnt werden: Der vidilpoge (nhd. Fiedelbogen), „Walpurgis“ und der „Spezial-Langort“ (auch als „Priester-Hut“ bezeichnet).
Die nächste Gruppe von Techniken, die Versatzungen, werden laut Text als Gegenpositionen zu den Huten verstanden, die man angreifen oder abwehren möchte:
- Halpschilt; „Halbschild“
- Krucke; „Krücke“
- Langort; fungiert sowohl als Hut als auch Versatz
- Schutzen; „Schützen“
- Valde bona; abgewandelte 5 Hut
- Valde aliena; abgewandelter „Fiedelbogen“
- Walpurgis

Der Gegner kann z. B. durch das Anwenden der folgenden Angriffe besiegt oder zum Aufgeben gezwungen werden:
- Schiltschlac; „Schildschlag“
- Nucken
- Stichschlach; „Stechen“
- Ringen (Nahkampf)

### Ablauf des Kampfes
Das primäre Ziel des Kämpfers ist, den Gegner zu entwaffnen, zu töten oder ihn zur Aufgabe zu zwingen. Folgendes Schema kommt hierbei grundsätzlich zum Einsatz: Je nachdem, welche Hut der Gegner und man selbst angenommen hat, wird zuerst eine Hut gewählt, die taktisch als vorteilhaft angesehen wird. Danach wird üblicherweise versetzt, d. h. aus einer sicheren Distanz auf den Gegner zugeschritten, wobei eines der o.e. Versatzungen ausgeführt wird. Die Versatzung (quasi eine „unbequeme“ und „ungünstige“ Position für den Gegner) dient primär dem eigenen Schutz, falls der Gegner instinktiv zuschlägt, und erschwert dem Gegner das Ausführen einer Gegenreaktion. Als Gegenmaßnahme wird dem Versetzten empfohlen zu binden, d. h. die feindliche Klinge mit der eigenen im direkten Kontakt zu blockieren. Nach einer erfolgreichen Bindung kann jeder der Kämpfer einen der Angriffe (invasiones) anwenden. Beim Versetzen des Gegners wird empfohlen einen Hieb oder Stich anzuwenden, falls der Gegner es unterlässt zu binden.
Beispiele
- Gegner A nimmt die Erste Hut ein, Gegner B die Walpurgis. B macht einen Schritt auf A zu und wechselt schnell zu Halbschild (Versatz), worauf A mit Langort anbindet. Daraufhin blockiert B mit eigenem Schild die Waffen des Gegners („Schildschlag“) und nutzt die eigene Klinge zum direkten Hieb/Stich/Schnitt.
- A und B haben die Zweite Hut als Ausgangsposition. B schreitet voran und versetzt die zweite Hut des Gegners mit Schutzen, worauf A mit (vorderem) Langort anbindet. B drückt die feindliche Klinge zur Seite und geht ins Ringen über.
- A und B haben die Erste Hut. A versetzt B mit Krücke, woraufhin B anbindet. Die Klinge des Gegners zur Seite drehend sticht A zum Bauch des B.

Eine Besonderheit des I.33-Kampfsystems ist also das Fehlen des klassischen Parierens an sich. Das Abfangen des feindlichen Hiebes oder Stiches „Schneide gegen Schneide“ ist völlig abwesend, harte Schläge mit dem Schwert auf die Waffen des Gegners oder das statische Blocken und Angreifen nach dem Vorbild des modernen Fechtdegens sind nicht vorhanden. Stattdessen wird der Körper des Gegners nach Möglichkeit direkt angegriffen, oder wenn es nicht gelingt, indirekt, aus der Bindung.

#### Die verwendeten Waffen
Die ungefähre Datierung des Manuskriptes und die Abbildungen selbst erlauben auch Rückschlüsse über die verwendeten Waffen. Zwischen 1270 und 1340 kann eine gewisse Popularität des Typs XIV nach der Oakeshott-Klassifikation belegt werden, was sich durch zahlreiche Abbildungen und anderweitige künstlerische Darstellungen äußert (siehe: Ewart Oakeshott; The Sword in the Age of Chivalry). Ein solches Schwert besitzt in der Regel eine Klingenlänge um 70 cm, ein Gewicht von ca. 1,1 − 1,2 kg und den Schwerpunkt zwischen 9 und 11 cm. Da die Abbildungen des I.33 eine Schwertwaffe mit gerader Parierstange zeigen, die vom Klingentyp her irgendwo zwischen Typ XII und XIV angesiedelt ist, kann man allgemein davon ausgehen, dass die beiden o. g. Typen gleichermaßen fürs Fechten verwendet wurden wenn sie für diesen Zweck die passenden physischen Charakteristika aufwiesen. Laut modernen Praktikern ist so eine Waffe sehr schnell und präzise zu führen ohne signifikante Einbußen der Hiebeigenschaften bei gleichzeitig ausgeprägter Stichlastigkeit. Das Fechten mit Schwert und Faustschild dürfte hiermit ähnlich hochentwickelt und raffiniert gewesen sein wie die heute existierenden asiatischen Kampfkünste.

## Historische Bedeutung
Das Manuskript I.33 ist eine bisher einzigartige Quelle der mittelalterlichen Kampfkultur und Kampfkunst, denn es steht in keinem direkten Zusammenhang mit der deutschen oder italienischen Schwertfechtschule. Dennoch lassen sich viele kampftechnische Parallelen zu der Fechtlehre Johann Liechtenauers erkennen, obwohl dieser erst ein halbes Jahrhundert später lebte und wirkte. Viele Fechtmeister des 15. Jahrhunderts verwendeten ebenfalls Schwert und Buckler, jedoch in einer der Liechtenauer-Nomenklatur angepassten Form.
Das Schwert-und-Buckler-Fechten darf nicht mit dem Schildkampf der früheren Zeiten gleichgesetzt werden, wie zum Beispiel der Kampfesweise des Frühmittelalters. Obwohl das Fechten mit dem Faustschild bereits im Hochmittelalter nachweisbar ist, ist der Kampf mit dem großen Rundschild (der vor allem mit den Wikingern assoziiert wird) ein deutlich anderer mit anderen Techniken. Außerdem wurde der Buckler in jener Zeit besonders populär, als der Schild als Schutzwerkzeug aufgrund der aufkommenden Plattenelemente bei den Ringpanzern zunehmend in den Hintergrund rückte. Einer der deutlichsten Unterschiede zwischen Rundschild und Buckler: Der Buckler dient nicht der direkten Abwehr der gegnerischen Angriffe, sondern schützt die Schwerthand. Gefochten wird hier fast ausschließlich mit der Schwertklinge.
Das I.33 widerlegt außerdem das lang währende moderne Vorurteil, welches besagt, dass die hoch- und spätmittelalterlichen Kämpfer ohne jegliches System gekämpft haben sollen. Die Quellen des 12. − 14. Jahrhunderts belegen ein ausgiebiges Verwenden des Faustschildes sowie das Vorhandensein der schirm maister (Verteidigungsmeister), welche die Aufgabe innehatten, die jungen Kämpfer zu trainieren. Hiermit macht die Quellenlage in Verbindung mit dem Manuskript I.33 deutlich, dass selbst vor der Zeit des langen Schwertes hochentwickelte Kampfsysteme mit den damals üblichen Waffen vorhanden waren. Da das I.33-Fechtsystem in der Primärquelle explizit als „ritterliche Kunst“ bezeichnet wird und das Fechten mit dem Schwert & Buckler sich bis ins 16. Jh. kampftechnisch kaum verändert hat, kann man von einer langen und durchgehenden Tradition dieser Fechtart ausgehen.
Letztendlich ist das Manuskript I.33 die einzige Primärquelle, welche eine direkte Auskunft über die Kampfesweise des hoch- und spätmittelalterlichen mitteleuropäischen Ritters aus der Zeit vor Johann Liechtenauer und Fiore dei Liberi gibt. In Betrachtung der Quellen des 14. Jahrhunderts (I.33 und Nürnberger Handschrift GNM 3227a) ist die These des späten 19. Jahrhunderts der chaotischen Kampfesweise der europäischen Ritter und der „Erfindung“ des kunstvollen Fechtens erst im Zusammenhang mit dem Rapier im 16. und 17. Jahrhundert nicht mehr haltbar.